# والتسهوت-تینگن
والتسهوت-تینگن (به آلمانی: Waldshut-Tiengen) شهری در ایالت بادن-وورتمبرگ در کشور آلمان است.